# Ворочівські скелі

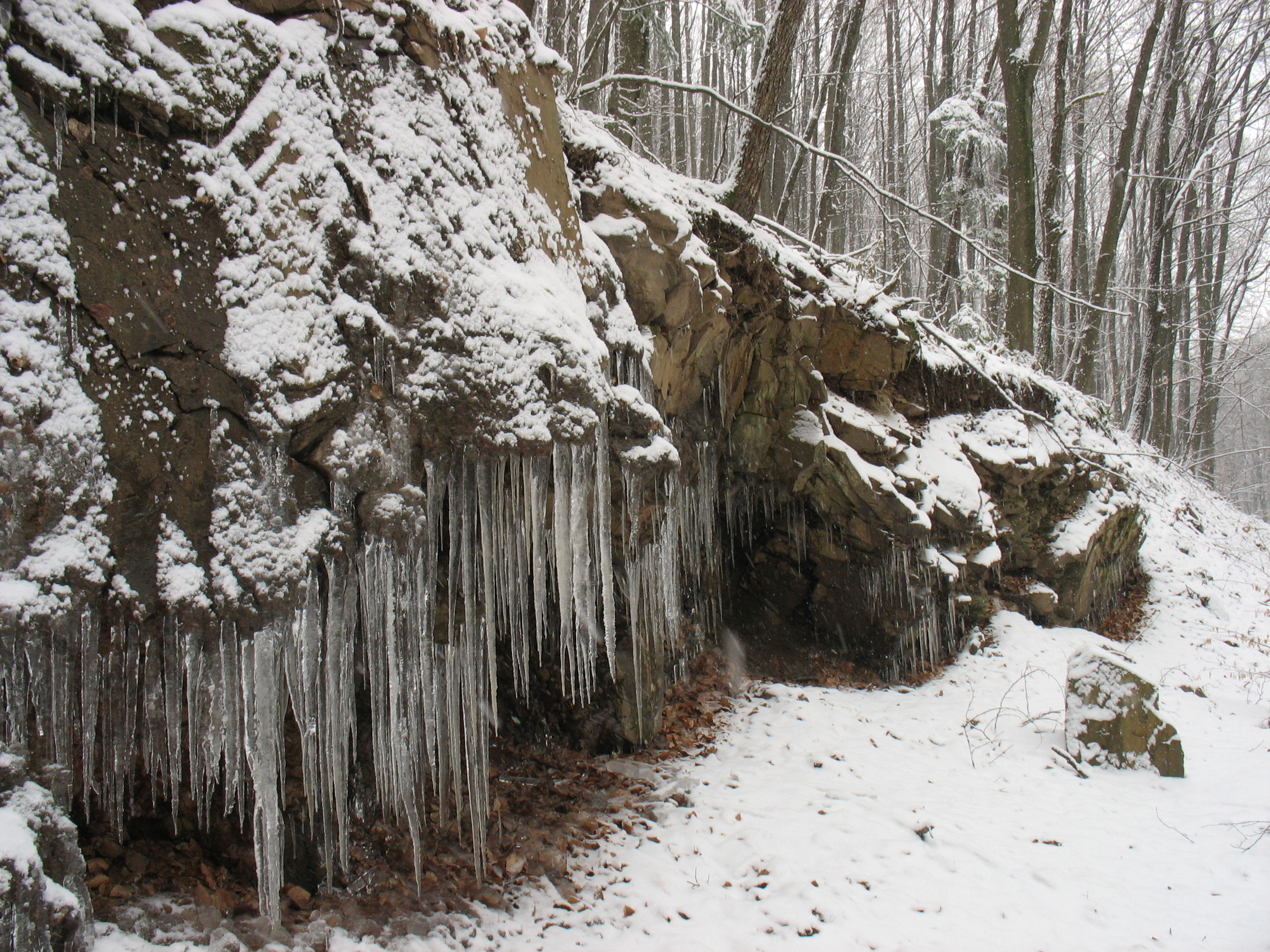
Скелі та бурульки на них узимку

Ворочі́вські ске́лі (місцева назва Скалка) — геологічна пам'ятка природи місцевого значення в Україні. Розташована в межах Ужгородського району Закарпатської області, на північний схід від села Кам'яниця і на південний захід від села Ворочово. 
Площа 5 га. Статус надано згідно з рішенням Закарпатського облвиконкому від 23.10.1984 року № 253. Перебуває у віданні ДП «Ужгородське ЛГ» (Кам'яницьке лісництво, кв. 29, вид. 18). 
Створена з метою збереження урвистих скель заввишки до 10 м. Скелі складені з андезитів і є залишками застиглої лави, що свідчить про давнє вулканічне минуле гори Анталовецька Поляна. Розташовані на лівому березі річки Уж (при самій річці), серед лісового масиву.